# Al salir de clase
Al salir de clase (que en català vol dir En sortir de classe) fou una sèrie de televisió juvenil espanyola emesa entre el 1997 i el 2002.
Els dirigents de Telecinco buscaven una sèrie que estigués basada en les estatunidenques per a adolescents de l'estil 90210 Sensació de viure, Salvats per la campana, Califòrnia Dreams, etc., però que reflectís alhora els problemes dels adolescents espanyols.

## Trama
La trama se situava a l'institut 7 Roures (en algun lloc de Madrid), on un grup molt nombrós d'adolescents de tota classe es relacionen, surten de festa, s'enamoren...
La sèrie no tenia cap objectiu concret ni se'n preveia un final. L'argument va canviar moltes vegades i va haver-hi canvis inesperats, amb morts inesperades, algun empresonament i d'altres excuses per fer sortir actors de la sèrie.
Aquesta sèrie fou una gran plataforma d'estrena per a molts joves actors que avui dia són prou coneguts a l'estat espanyol: Hugo Silva, Félix Gómez, Pilar López de Ayala, Mariano Alameda, Fran Perea, Víctor Clavijo, Bea Blázquez, Rubén Ochandiano, Carlos Castel, Alejo Sauras, Lucía Jiménez, Elsa Pataky, Javier Pereira, Iván Hermes, Miguel Ángel Muñoz, Leticia Dolera, Carmen Morales, Diana Palazón, Fernando Andina, Rodolfo Sancho, Marián Aguilera, Cristina Castaño, Sergio Peris Mencheta, Laura Manzanedo, Dani Martín, o Helen Lindes. També va comptar amb actors més veterans com Pilar Velázquez, Vicente Haro, Antonio Medina, Ana María Vidal, Irune Manzano, Isabel Serrano, Pilar Castro, Emilio Linder, Janfri Topera o Carlos Sobera en els papers de pares i professors.
Al salir de clase va acabar el 2002 després de 1.199 capítols, entre els quals s'inclouen especials en making off i dedicats a la sèrie amb entrevistes als actors, millors moments i escenes de rodatge, un per a l'episodi 1.000 i un altre en acabar la sèrie.
Gairebé un total de 100 personatges principals varen passar per la sèrie. Cada 100 episodis solien fer-ne especials, va haver-hi especials a l'episodi 300 per primera vegada, on en Dani tenia un somni en què creia haver assassinat en Raül accidentalment. A l'episodi 500 els nois del 7 Robles gravaven un documental per a en Nico en què li confessaven els seus secrets íntims. A l'episodi 600, en David tenia un malson el dia 29 de febrer, que casualment va coincidir, i veia com els seus amics duien vides diferents a les habituals. A l'episodi 700 els adolescents van viure un infern amb els sequaços d'en Fernando. A l'episodi 800 en Guillermo es ficava a l'aquari de taurons per confessar el seu amor per l'Andrea. Després va haver-hi altres especials amb motiu de la celebració dels capítols 1.000 i 1.200.